# Trophée d'Europe I féminin de hockey sur gazon des clubs 2024
Navigation
Wettingen 2023 2025
Le Trophée d'Europe I féminin de hockey sur gazon des clubs 2024 est la 47e édition du tournoi secondaire européen de clubs féminins de hockey sur gazon organisé par la Fédération européenne de hockey et la troisième édition depuis qu'il a été rebaptisé du Trophée d'Europe des clubs au Trophée d'Europe féminin de hockey sur gazon des clubs. Il se tient à Hambourg, en Allemagne, du 29 mars au 1er avril 2024.
Les Belges du KHC Dragons remettent leur titre en jeu pour la 2e fois consécutive.

## Équipes
- Butterfly Roma HCC
- Der Club an der Alster
- HC Rotweiss Wettingen
- KHC Dragons
- MSC Sumchanka
- SK Slavia Prague
- Surbiton HC
- Watsonians HC

## Critères
En cas d'égalité de points de plusieurs équipes à l'issue des matchs de poule, les critères suivants sont appliqués dans l'ordre indiqué pour établir leur classement:
1. Points de chaque équipe,
2. Matchs gagnés,
3. Différence de buts,
4. Buts pour,
5. Plus grand nombre de points obtenus dans les matchs de poule disputés entre les équipes concernées,
6. Buts marqués en plein jeu.

## Phase préliminaire
Légende :
- Tour pour les médailles
- Tour de classement

### Poule A
| Rang | Équipe                | Pts | J | G | N | P | Bp | Bc | Diff |
| ---- | --------------------- | --- | - | - | - | - | -- | -- | ---- |
| 1    | KHC Dragons T         | 15  | 3 | 3 | 0 | 0 | 8  | 1  | +7   |
| 2    | MSC Sumchanka         | 11  | 3 | 2 | 0 | 1 | 8  | 2  | +6   |
| 3    | SK Slavia Prague P    | 2   | 3 | 0 | 1 | 2 | 2  | 8  | -6   |
| 4    | HC Rotweiss Wettingen | 2   | 3 | 0 | 1 | 2 | 2  | 9  | -7   |

| 29 mars 2024 | MSC Sumchanka         | 4 - 1 | SK Slavia Prague      |
| 29 mars 2024 | KHC Dragons           | 4 - 1 | HC Rotweiss Wettingen |
| 30 mars 2024 | HC Rotweiss Wettingen | 1 - 1 | SK Slavia Prague      |
| 30 mars 2024 | MSC Sumchanka         | 0 - 1 | KHC Dragons           |
| 31 mars 2024 | KHC Dragons           | 3 - 0 | SK Slavia Prague      |
| 31 mars 2024 | HC Rotweiss Wettingen | 0 - 4 | MSC Sumchanka         |

### Poule B
| Rang | Équipe                   | Pts | J | G | N | P | Bp | Bc | Diff |
| ---- | ------------------------ | --- | - | - | - | - | -- | -- | ---- |
| 1    | Surbiton HC              | 15  | 3 | 3 | 0 | 0 | 14 | 5  | +9   |
| 2    | Der Club an der Alster H | 11  | 3 | 2 | 0 | 1 | 22 | 5  | +17  |
| 3    | Watsonians HC P          | 6   | 3 | 1 | 0 | 2 | 4  | 9  | -5   |
| 4    | Butterfly Roma HCC       | 0   | 3 | 0 | 0 | 3 | 2  | 23 | -21  |

| 29 mars 2024 | Surbiton HC            | 2 - 1  | Watsonians HC          |
| 29 mars 2024 | Der Club an der Alster | 12 - 1 | Butterfly Roma HCC     |
| 30 mars 2024 | Butterfly Roma HCC     | 0 - 3  | Watsonians HC          |
| 30 mars 2024 | Surbiton HC            | 4 - 3  | Der Club an der Alster |
| 31 mars 2024 | Der Club an der Alster | 7 - 0  | Watsonians HC          |
| 31 mars 2024 | Butterfly Roma HCC     | 1 - 8  | Surbiton HC            |

## Tour de classement

### Match pour la7eplace
| Match 13             | HC Rotweiss Wettingen | 1 - 0   | Butterfly Roma HCC |                                      |                                      |
| 1er avril 2024 09h00 | E. Trösch 35e         | (0 - 0) |                    | Arbitrage : Katie Howie Chloé McCall | Arbitrage : Katie Howie Chloé McCall |
| 1er avril 2024 09h00 | Rapport               |         |                    | Arbitrage : Katie Howie Chloé McCall | Arbitrage : Katie Howie Chloé McCall |

### Match pour la5eplace
| Match 14             | Watsonians HC                                    | 4 - 2   | SK Slavia Prague           |                                         |                                         |
| 1er avril 2024 11h15 | Drummond 1e · Garden 5e · Dark 9e · Jamieson 58e | (3 - 0) | 32e Babická · 34e Li. Nová | Arbitrage : Teresa Lipsky Gema Calderon | Arbitrage : Teresa Lipsky Gema Calderon |
| 1er avril 2024 11h15 | Rapport                                          |         |                            | Arbitrage : Teresa Lipsky Gema Calderon | Arbitrage : Teresa Lipsky Gema Calderon |

## Tour pour les médailles

### Match pour la3eplace
| Match 15             | Der Club an der Alster                    | 5 - 0   | MSC Sumchanka |                                      |                                      |
| 1er avril 2024 13h30 | Granitzki 17e, 58e · Sippel 32e, 34e, 51e | (1 - 0) |               | Arbitrage : Pauline Cuypers Zoé Hall | Arbitrage : Pauline Cuypers Zoé Hall |
| 1er avril 2024 13h30 | Rapport                                   |         |               | Arbitrage : Pauline Cuypers Zoé Hall | Arbitrage : Pauline Cuypers Zoé Hall |

### Finale
| Match 16             | KHC Dragons                           | 3 - 4   | Surbiton HC                                 |                                             |                                             |
| 1er avril 2024 15h45 | Vilar 24e · Verhoeven 29e · Magis 57e | (2 - 2) | 23e Ansley · 26e Martin · 49e, 52e Hamilton | Arbitrage : Lisette Baljon Ilaria Amorosini | Arbitrage : Lisette Baljon Ilaria Amorosini |
| 1er avril 2024 15h45 | Rapport                               |         |                                             | Arbitrage : Lisette Baljon Ilaria Amorosini | Arbitrage : Lisette Baljon Ilaria Amorosini |

## Classement final
| Rang                       | Groupe | Équipe                   | J | V | N | P | BP | BC | +/- | Pts |
| -------------------------- | ------ | ------------------------ | - | - | - | - | -- | -- | --- | --- |
| Médaille d'or, Europe      | B      | Surbiton HC              | 4 | 4 | 0 | 0 | 18 | 8  | +10 | 12  |
| Médaille d'argent, Europe  | A      | KHC Dragons T            | 4 | 3 | 0 | 1 | 11 | 5  | +6  | 9   |
| Médaille de bronze, Europe | B      | Der Club an der Alster H | 4 | 3 | 0 | 1 | 27 | 5  | +22 | 9   |
| 4                          | A      | MSC Sumchanka            | 4 | 2 | 0 | 2 | 8  | 7  | +1  | 6   |
| 5                          | B      | Watsonians HC P          | 4 | 2 | 0 | 2 | 8  | 11 | -3  | 6   |
| 6                          | A      | SK Slavia Prague P       | 4 | 0 | 1 | 3 | 4  | 12 | -8  | 1   |
| 7                          | A      | HC Rotweiss Wettingen    | 4 | 1 | 1 | 2 | 3  | 9  | -6  | 4   |
| 8                          | B      | Butterfly Roma HCC       | 4 | 0 | 0 | 4 | 2  | 24 | -22 | 0   |

|  | Club promu en Euro Hockey League 2025 |